# Đá phạt trực tiếp (bóng đá)

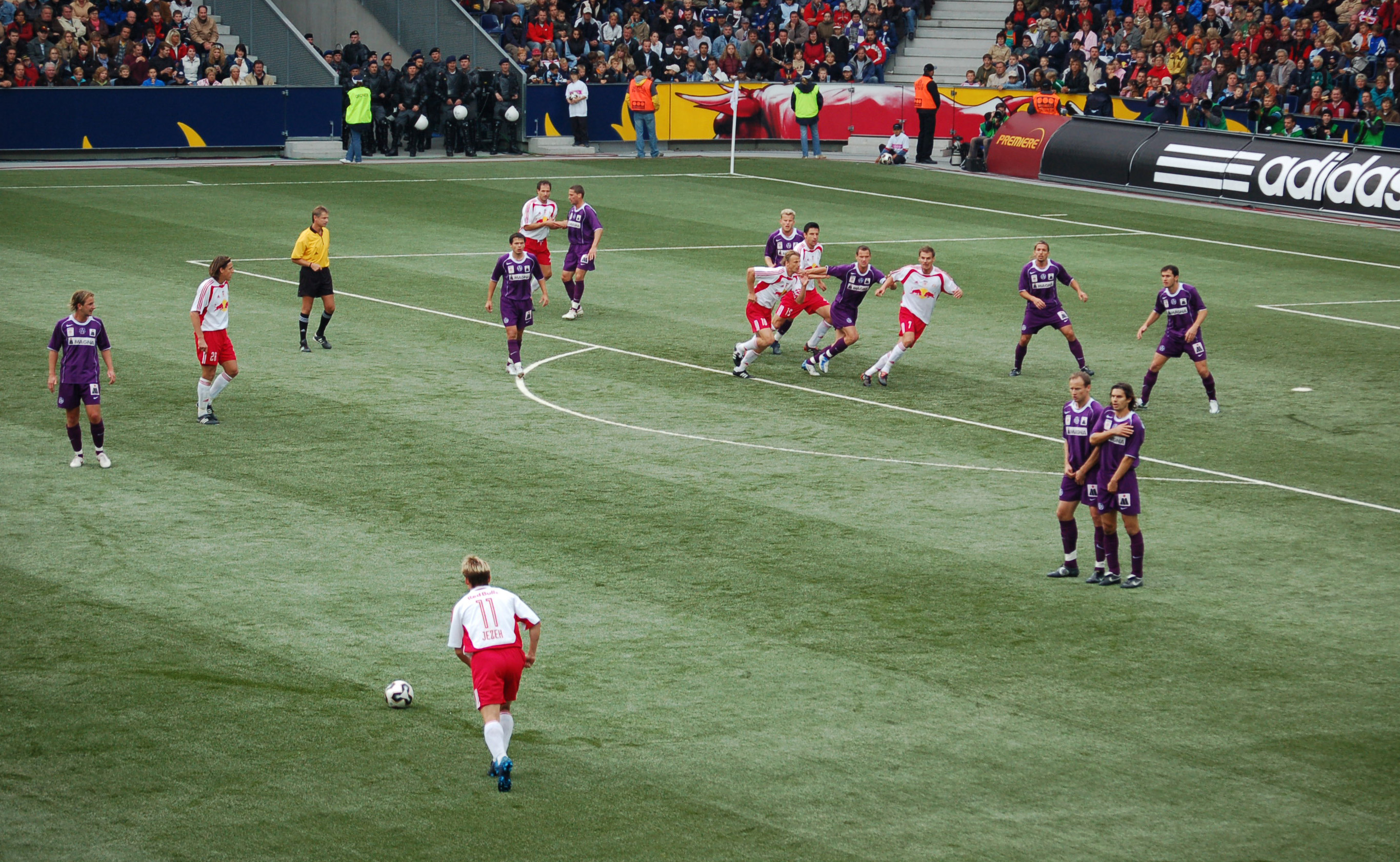
Một cầu thủ hàng tấn công đang thực hiện một quả đá phạt trực tiếp.

Đá phạt trực tiếp là một tình huống cố định xảy ra khi một cầu thủ tấn công bị hàng phòng ngự đối phương phạm lỗi nặng phía bên ngoài vòng cấm. Không giống với những quả đá phạt gián tiếp, những quả đá phạt trực tiếp có thể tạo ra bàn thắng.

## Tình huống xảy ra
Đá phạt trực tiếp xảy ra khi một cầu thủ tấn công bị hàng phòng ngự đối phương phạm lỗi, chẳng hạn như đẩy người, kéo áo,... Tuy nhiên, các cầu thủ tấn công thường cố ý tìm mọi cách để hàng phòng ngự của đối phương phạm lỗi trong vòng cấm và một quả đá phạt hàng rào trở thành một quả đá phạt đền.

## Luật đá
Điểm đặt bóng được đặt ở nơi cầu thủ bị phạm lỗi. Để chặn các quả đá phạt, họ thường lập hàng rào (số người tuỳ theo thủ môn chọn). Hàng rào phải đứng cách điểm đặt bóng ít nhất là 9,15 mét (10,01 yd) cho tới khi bóng sống (nhằm giữ được tính bất ngờ trong những quả đá phạt). Ngoài ra, thời gian lập hàng rào tùy thuộc vào mức độ nguy hiểm của điểm đá phạt. Trọng tài có thể cho đội phạm lỗi thêm thời gian để ổn định hậu vệ (hàng rào) nếu tình huống sút đó quá gần vòng 16m50. Thủ môn có quyền kiến nghị với trọng tài khi để thời gian lập hàng rào quá ít. Các cầu thủ nào cố tình ngăn cản hoặc trì hoãn tình huống đá phạt (lập hàng rào) sẽ bị xử phạt tuỳ theo mức độ vi phạm.
Trong trường hợp điểm đá phạt quá gần vòng 16m50, hàng rào có thể không cần giữ đúng khoảng cách 9m15 mà chỉ cần một khoảng cách bằng tối thiểu 1/3 khoảng cách ước lượng từ điểm đặt bóng đến khung thành. Cầu thủ thực hiện đá phạt trực tiếp cũng có thể sút bóng ngay khi trọng tài cho phép nếu không có cầu thủ nào của đối phương đứng trong phạm vi 3 mét kể từ điểm đá phạt. Các cầu thủ nào cố tình ngăn cản hoặc trì hoãn tình huống đá phạt sẽ bị xử phạt tuỳ theo mức độ vi phạm.
Bóng trở thành bóng sống ngay khi nó được đá lên vòng cấm. Trong trường hợp đá bóng chạm tay một cầu thủ đang đứng trong hàng rào ở ngoài vòng cấm, quả đá phạt sẽ được thực hiện tiếp tục ở ngay vị trí để bóng chạm tay và nếu điểm chạm tay trong vòng cấm, đó sẽ là một quả phạt đền.
Một bàn thắng có thể được ghi luôn từ một quả đá phạt, nhưng cũng có khi nó chạm hàng rào và bay đi hết đường biên ngang, khi đó thì đội tấn công sẽ có một quả đá phạt góc. Một cầu thủ cũng có thể bị dính bẫy việt vị do đối phương đặt khi đá phạt.

## Cách thực hiện

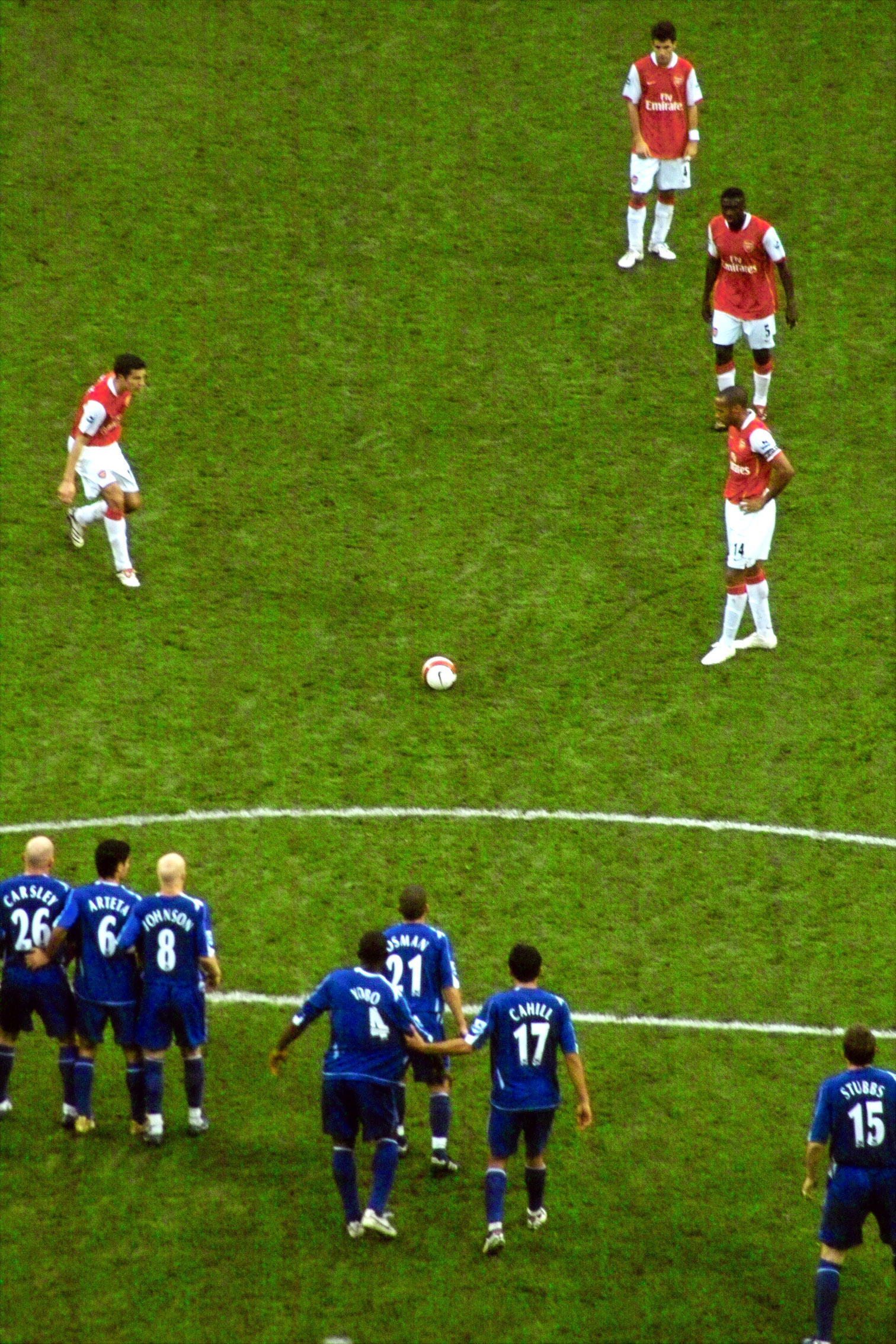
Thierry Henry và Robin van Persie đứng trước quả đá phạt cho Arsenal.

Các cầu thủ thường thực hiện quả đá phạt theo 4 cách dưới đây:
- Cách thứ nhất: họ sút bóng bằng mu bàn chân mạnh hết mức có thể. Có thể cho một cầu thủ khác đẩy bóng ra để người đó sút hoặc người đó cũng có thể sút luôn ở vị trí đặt bóng. Những người thường sút quả phạt kiểu này là Roberto Carlos, Steven Gerrard, Frank Lampard, Zlatan Ibrahimovic hay John Arne Riise,...
- Cách thứ hai: cầu thủ sút bóng bằng lòng trong bàn chân và đưa bóng đi liệng để đánh lừa các thủ môn và hậu vệ đối phương. Những người thường sút quả phạt kiểu này là Xabi Alonso, Xavi Hernandez, David Beckham, Lionel Messi,...
- Cách thứ ba, đây là một kiểu sút rất khó, cầu thủ sẽ sút bóng mạnh và không xoáy (sút lắc lư), điều này sẽ gây rất nhiều khó khăn cho các thủ môn. Những người thường sút quả phạt kiểu này là Andrea Pirlo, Juninho, Cristiano Ronaldo,...
- Cách thứ tư: cầu thủ thực hiện quả đá phạt sẽ giả vờ vung chân thật mạnh và nhìn vào góc chết của khung thành như khi chuẩn bị sút để tăng sự cảnh giác của thủ môn về một góc. Sau đó dùng mu bàn chân phải (hay trái) chuyền bóng xoáy cho những đồng đội cao lớn đánh đầu nối hay băng vào dứt điểm. Cách này thường gây bất ngờ với thủ môn khiến tăng tỉ lệ ghi bàn. Được áp dụng đa số ở những tình huống được hưởng phạt xéo và ngoài vòng 16m50. Những người thường sút quả phạt kiểu này là Toni Kroos (Real Madrid), Kevin de Bruyne (Manchester City), David Beckham, Xabi Alonso,...

## Chiến thuật
Mỗi đội thường có 1 hay 2 cầu thủ thực hiện quả đá phạt, phụ thuộc vào khoảng cách tới cầu môn và hướng thực hiện. Một cách thực hiện mà nhiều đội bóng thường lựa chọn là trước khi sút bóng, có hai cầu thủ đứng ở điểm đặt bóng và khi trọng tài thổi còi, một người sẽ chạy lên giả vờ đá quả phạt để đánh lừa hàng rào để người thứ hai băng lên dứt điểm. Một cách nữa mà nhiều đội bóng cũng dùng là trước khi đá phạt, họ để một cầu thủ đứng vào hàng rào đối phương. Rồi khi trọng tài thổi còi, cầu thủ đó tránh ra để tạo một khoảng trống cho đồng đội thực hiện quả đá phạt. Cách thứ ba để thực hiện đá phạt là một cách khá khó, cầu thủ đá phạt sẽ thực hiện cú đá phạt chậm một nhịp để đánh lừa cho hàng rào đối phương nhảy lên rồi khi đó sẽ sút bóng sệt đi dưới chân hàng rào. Rất ít cầu thủ sử dụng cách này, những người đã từng thực hiện những quả đá phạt như thế này là Ronaldinho, Xabi Alonso và Rivaldo.